# Rond de Saint-Vincent
Der Rond de Saint-Vincent sur oust (abgekürzt Rond de St. Vincent) ist ein bretonischer Kreistanz aus der Gegend um die Stadt Saint-Vincent-sur-Oust.
Dieser Tanz wird heutzutage eher in kleineren Kreisen (bis 10 Personen) getanzt. Es ist keine Variante als Kettentanz bekannt, der Rond de Saint-Vincent wird immer in einem Kreis getanzt.

## Verbreitung
Dieser Rond ist im Kern um die Stadt Saint-Vincent sur Oust verbreitet und in der näheren Umgebung. Varianten dieses Tanz waren in etwas größerer Entfernung noch zu finden.

## Ausgangsposition
Die Tänzer stehen im lockeren Kreis und halten sich an den Fingern.

## Grundschritt

Grundschritt Rond de St. Vincent

Der Grundschritt besteht aus 4 Schritten, mit denen eine atmende Bewegung des Kreis nach innen bzw. außen durchgeführt wird:
1. Der linke Fuß bewegt sich nach links-vorne
2. Der rechte Fuß wird nach vorne gesetzt
3. Der linke Fuß bewegt sich nach links-hinten
4. Der rechte Fuß wird nach hinten gesetzt

In der Abfolge bleibt der linke Fuß ungefähr auf einer Kreisbahn und der rechte Fuß wird abwechselnd nach vorne bzw. nach hinten gesetzt. Der Kreis wird im Uhrzeigersinn getanzt (nach links). Die Tanzgeschwindigkeit wird dem jeweiligen Kreis überlassen und kann sich der Musik anpassen. Je nach Geschwindigkeit ergibt es sich, dass der rechte Fuß den linken Fuß überholt (überkreuzt).

## Armbewegung
Die Arme werden steif gehalten und bewegen sich in punktierten Bewegungen zur Musik nach oben:
1. Die Arme werden ausgestreckt auf Höhe der Hüften gehoben.
2. Die Arme werden waagrecht auf Höhe der Taille gehoben.
3. Die Arme werden angewinkelt, die Ellbogen seitlich am Körper und die Hände auf Schulterhöhe.
4. Die Arme werden gesenkt, so dass die Hände gerade nach unten zeigen.

Die Armbewegung erfolgt federnd, so dass die einzelnen Stationen nicht strikt abgefahren werden. Ist eine Position erreicht, federn die Arme leicht zurück und gehen dann zur folgenden Position.